# Communauté de communes du Massif du Sancy
Die Communauté de communes du Massif du Sancy ist ein französischer Gemeindeverband mit der Rechtsform einer Communauté de communes in den Départements Puy-de-Dôme und Cantal der Region Auvergne-Rhône-Alpes. Sie wurde am 10. Dezember 1999 gegründet und umfasst aktuell 20 Gemeinden. Der Verwaltungssitz befindet sich im Ort Mont-Dore. Der Gemeindeverband ist nach dem Massif du Sancy benannt. Die Besonderheit liegt in der Département-übergreifenden Struktur der Mitgliedsgemeinden.

## Historische Entwicklung
Mit Wirkung vom 1. Januar 2017 wurde der Gemeindeverband um die Gemeinden La Godivelle, Saint-Genès-Champespe, Le Vernet-Sainte-Marguerite und die aus dem benachbarten Département Cantal stammende Gemeinde Montgreleix erweitert.
Mit Wirkung vom 1. Januar 2019 gingen die ehemaligen Gemeinden Saint-Diéry und Creste (Gemeindeverband Agglo Pays d’Issoire) in die Commune nouvelle Saint-Diéry auf. Dadurch erhöhte sich die Fläche des Gemeindeverbands.

## Mitgliedsgemeinden
| Gemeinde                                  | Einwohner 1. Januar 2022 | Fläche km² | Dichte Einw./km² | Code INSEE | Postleitzahl | Département |
| ----------------------------------------- | ------------------------ | ---------- | ---------------- | ---------- | ------------ | ----------- |
| Besse-et-Saint-Anastaise                  | 1.445                    | 72,38      | 20               | 63038      | 63610        | Puy-de-Dôme |
| Chambon-sur-Lac                           | 407                      | 46,93      | 9                | 63077      | 63790        | Puy-de-Dôme |
| Chastreix                                 | 233                      | 45,12      | 5                | 63098      | 63680        | Puy-de-Dôme |
| Compains                                  | 126                      | 50,16      | 3                | 63117      | 63610        | Puy-de-Dôme |
| Égliseneuve-d’Entraigues                  | 328                      | 56,43      | 6                | 63144      | 63850        | Puy-de-Dôme |
| Espinchal                                 | 73                       | 8,85       | 8                | 63153      | 63850        | Puy-de-Dôme |
| La Bourboule                              | 1.739                    | 12,74      | 136              | 63047      | 63150        | Puy-de-Dôme |
| La Godivelle                              | 17                       | 15,44      | 1                | 63169      | 63850        | Puy-de-Dôme |
| Le Vernet-Sainte-Marguerite               | 329                      | 25,03      | 13               | 63449      | 63710        | Puy-de-Dôme |
| Mont-Dore                                 | 1.200                    | 35,87      | 33               | 63236      | 63240        | Puy-de-Dôme |
| Montgreleix                               | 31                       | 17,63      | 2                | 15132      | 15190        | Cantal      |
| Murat-le-Quaire                           | 486                      | 11,64      | 42               | 63246      | 63150        | Puy-de-Dôme |
| Murol                                     | 670                      | 15,05      | 45               | 63247      | 63790        | Puy-de-Dôme |
| Picherande                                | 315                      | 44,26      | 7                | 63279      | 63113        | Puy-de-Dôme |
| Saint-Diéry                               | 541                      | 24,11      | 22               | 63335      | 63320        | Puy-de-Dôme |
| Saint-Genès-Champespe                     | 205                      | 32,33      | 6                | 63346      | 63850        | Puy-de-Dôme |
| Saint-Nectaire                            | 796                      | 33,26      | 24               | 63380      | 63710        | Puy-de-Dôme |
| Saint-Pierre-Colamine                     | 248                      | 17,20      | 14               | 63383      | 63610        | Puy-de-Dôme |
| Saint-Victor-la-Rivière                   | 242                      | 18,89      | 13               | 63401      | 63790        | Puy-de-Dôme |
| Valbeleix                                 | 145                      | 22,41      | 6                | 63440      | 63610        | Puy-de-Dôme |
| Communauté de communes du Massif du Sancy | 9.576                    | 605,73     | 16               | –          | –            | –           |